# 인제초등학교 가리산분교
인제초등학교 가리산분교는 대한민국 강원도 인제군에 있었던 공립 초등학교이다.

## 학교 연혁
- 1956.05.23 귀둔초등학교 가리산분교장으로 개교
- 1965.02.25 가리산초등학교로 승격
- 1984.03.01 인제초등학교 가리산분교장으로 격하
- 1987.03.10 가리산분교 병설 유치원 인가
- 1997.04.01 벽지형 급식학교 급식 실시
- 2003.07.28 학교 담장 신축
- 2003.12.03 실내화장실 신축
- 2005.11.20 학교건물증.개축 완공
- 2014.02.15 인제초등학교 제90회 졸업
- 2014.10.01 제23대 이윤모 교장선생님 부임
- 2017.02.28 : 폐교[1]